# Slavoj Černý
Slavoj Černý (19. prosince 1932 Praha – 10. července 2019) byl český fyzikální chemik.

## Vzdělání a profesní dráha
Gymnaziální studium absolvoval v letech 1943 až 1951 na Jiráskově klasickém gymnáziu a Akademickém gymnáziu v Praze. Poté studoval na Matematicko-fyzikální fakultě Univerzity Karlovy chemii, obor fyzikální chemie (1951 – 1956), kde obhájil diplomovou práci „Studium polarografických vlastností lipofilních listových barviv“. Po krátkém zaměstnání ve Výzkumném ústavu potravinářské technologie v Praze pak pracoval do roku 1961 jako výzkumný pracovník ve Výzkumném ústavu vzduchotechniky v Praze, kde se zabýval adsorpcí plynů na aktivním uhlí. V roce 1958 byl přijat do externí a v roce 1961 do řádné aspirantury v Ústavu fyzikální chemie Československé akademie věd. Po obhájení kandidátské práce „Adsorpční kalorimetrie na napařených filmech kovů“ v roce 1963 (hodnost CSc.) se stal vědeckým pracovníkem tohoto ústavu, jemuž zůstal věrný až do definitivního odchodu do důchodu v roce 2017. Zavedl zde metodu kalorimetrického stanovování velmi malých množství tepla uvolňovaného při interakci plynů s povrchy tenkých vrstev kovů a studoval zejména systémy přechodové kovy / uhlovodíky. Získané údaje mají význam pro objasňování mechanismu dějů probíhajících na katalyzátorech v chemickém průmyslu.
Je autorem či spoluautorem téměř 60 publikací zahrnujících články v převážně zahraničních časopisech, kapitolu „Energy and Entropy of Adsorption“ v monografii „The Chemical Physics of Solid Surfaces and Heterogeneous Catalysis“ (editors D.A.King, D.P.Woodruff, vol.2, Elsevier, Amsterdam 1983), dále knihu M. Smíšek, S. Černý: „Aktivní uhlí“, SNTL, Praha 1962, (rozšířenou anglickou verzi „Active Carbon“, vydal Elsevier, Amsterdam 1970) a knihu V. Ponec, Z. Knor, S. Černý: „Adsorpce na pevných látkách“, SNTL, Praha 1968 (rozšířenou anglickou verzi „Adsorption on Solids“ vydal Butterworths, London 1974).    
Byl činný i překladatelsky. Knihu „Elektrony, fonony, magnony“, kterou přeložil z ruského originálu M. I. Kaganova, vydalo v roce 1985 SNTL v Praze, stejně jako předtím v roce 1964 učebnici „Chemická kinetika a katalýza“ ruských autorů G. M. Pančenkova a B. P. Lebeděva, kterou přeložil společně se Z. Knorem a V. Poncem.  
V letech 1988 až 1991 byl zaměstnán na malý úvazek ve vedlejším pracovním poměru v Institutu hygieny a epidemiologie v Praze, kde se zabýval vlivem etanolu na kinetiku metabolismu vdechovaných par styrenu (publikace v časopise Int.Arch.Occup.Environ.Health 62, 243, 1990).

## Vědecko-organizační činnost
V Ústavu fyzikální chemie ČSAV a jeho nástupců zastával funkce vědeckého tajemníka (1968 – 1971), předsedy Vědecké rady (1990), zástupce ředitele (1990 – 1996) a znovu vědeckého tajemníka (1996 – 2004).
V orgánech Akademie byl členem Komory volených zástupců (1990 – 1993), Legislativní komise (1994 – 2001), Ediční komise (1994 – 1999) a dále atestačních komisí Ústavu makromolekulární chemie a Ústavu anorganické chemie.
Byl členem výboru Odborné skupiny pro termodynamiku Čs. společnosti chemické při ČSAV (1975 – 1990), členem organizačního výboru 1. československé kalorimetrické konference (1977) a organizačního výboru konference 10th IUPAC Conference on Chemical Thermodynamics (1988), a hlavním organizátorem Česko-německých letních akademií (1997 – 2003).

## Osobní údaje
V roce 1963 sňatek s  MUDr, Taťánou Jirkovskou, lékařkou Radioterapeutického ústavu v Praze. Synové Ing. Ivan Černý (1964), Ing. Martin Černý (1969).

## Vybrané publikace
Původní práce v časopisech
- S. Černý, V. Ponec, L. Hládek: Calorimetric Heats of Adsorption of Hydrogen on Molybdenum Films. J. Catal. 5, 27 – 38 (1966).
- V. Ponec, Z. Knor, S. Černý: Role of Chemisorption in Simple Catalytic Reactions. Discussions Faraday Soc. 41, 149 – 161 (1966).
- S. Černý, V. Ponec, L. Hládek: Analogue Simulation of Adsorption Calorimetry. J. Chem. Thermodynamics 2, 391 – 397 (1970).
- S. Černý, M. Smutek, F. Buzek: The Calorimetric Heats of Adsorption of Hydrogen on Platinum Films. J. Catal. 38, 245 – 256 (1975).
- S. Černý, M. Smutek, F. Buzek, A. Cuřínová: Calorimetric Study of Hydrocarbon Adsorption on Metal Films. I. Cyclopropane on Platinum and Molybdenum. J. Catal. 47, 159 – 165 (1977).
- S. Černý, M. Smutek, F. Buzek: Calorimetric Study of Hydrocarbon Adsorption on Metal Films. II. Ethylene, Acetylene, Propylene, Methylacetylene and Allene on Molybdenum. J. Catal. 47, 166 – 177 (1977).
- M. Smutek, S. Černý: Calorimetric Study of Hydrocarbon Adsorption on Metal Films. III. Methane, Ethane and Propane on Molybdenum. J. Catal. 47, 178 – 189 (1977).
- S. Pálfi, W. Lisowski, M. Smutek, S. Černý: Calorimetric Study of Hydrocarbon Adsorption on Metal Films. V. Hydrocarbons on Platinum. J. Catal. 88, 300 – 312 (1984).
- O. A. Boeva, K. N. Zhavoronkova, M. Smutek, S. Černý: Calorimetric Mesurement of the Interaction of Hydrogen with Metal Films of Lanthanides at Room Temperature. J. Less-Common Met. 118, 1– 6 (1986).
- S. Černý, Z. Pientka: Heat of Interaction of Carbon Monoxide with Dysprosium. Surface Sci. 191, 449 – 454 (1987).
- Z. Bastl, S. Černý: X-Ray Photoelectron Spectroscopy Study of the Interaction of Carbon Monoxide and Propylene with Dysprosium and Yttrium Surfaces. J. Alloys and Compounds 176, 159 – 165 (1991).
- Z. Bastl, S. Černý, M. Kovář: Calorimetric and XPS Study of the Effect of Copper on the Sorption Properties of Dysprosium. Appl. Surface Sci. 68, 275 – 283 (1993).
- M. Kovář, L. Dvořák, S. Černý: Application of Pyroelectric Properties of LiTaO3 Single Crystal to Microcalorimetric Measurement of the Heat of Adsorption. Appl. Surface Sci. 74, 51 – 59 (1994).
- L. Dvořák, M. Kovář, S. Černý: A New Approach to Adsorption Microcalorimetry Based on a LiTaO3 Pyroelectric Temperature Sensor and a Pulsed Molecular Beam. Thermochim. Acta 245, 163 – 171 (1994).

Přehledné články
- V. Ponec, S. Černý: Chemisorption and Catalysis by Metals. Rozpravy ČSAV, řada matematických a přírodních věd, roč. 75, sešit 5, 1 – 73. Nakladatelství ČSAV, Praha 1965.
- S. Černý, V. Ponec: Determination of Heat of Adsorption on Clean Solid Surfaces. Catal. Rev. 2, 249 – 322 (1968).
- M. Smutek, S. Černý, F. Buzek: Analysis of Thermal Desorption Data in Adsorption Studies. In: Advances in Catalysis (D. D. Eley, H. Pines, P. B. Weisz, eds), vol. 24, p. 343 – 395. Academic Press, New York 1975.
- M. Smutek, S. Černý: Development of Ideas on the Mechanism in Low-pressure Synthesis of Hydrocarbons from CO and H2 . Int. Rev. Phys. Chem. 3, 263 - 304 (1983).
- S. Černý: Fázové změny v chemisorpčních systémech a jejich vztah k heterogenní katalýze. Chem. Listy 83, 584 – 604 (1989).
- S. Černý: Adsorption Microcalorimetry in Surface Science Studies. Sixty Years of Its Development into a Modern Powereful Method. Surface Sci. Rep. 224, 1 – 59 (1996).
- S. Černý: Adsorption Calorimetry on Filaments, Vacuum-evaporated Films and Single Crystals of Metals. Thermochim. Acta 312, 3 – 16 (1998).

Knihy, kapitoly v monografiích
- M. Smíšek, S. Černý: Aktivní uhlí. 324 stran. Státní nakladatelství technické literatury, Praha 1964.
- M. Smíšek, S. Černý: Active Carbon. 482 stran. Elsevier, Amsterdam 1970.
- V. Ponec, Z. Knor, S. Černý: Adsorpce na tuhých látkách. 494 stran. Státní nakladatelství technické literatury, Praha 1968.
- V. Ponec, Z. Knor, S. Černý: Adsorption on Solids. 693 stran. Butterworths, London 1974.
- S. Černý: Energy and Erntropy of Adsorption. In: The Chemical Physics of Solid Surfaces and Heterogeneous Catalysis (D. A. King, D. P. Woodruff, eds), vol. 2 „Adsorption at Solid Surfaces“, Chapter 1, pp. 1 – 57. Elsevier, Amsterdam - Oxford - New York 1983.

Vědecko-popularizační články
- Z. Herman, S. Černý: Ohlédnutí za více než šedesátiletou historií Ústavu fyzikální chemie Akademie věd (1953 – 2015). Chem. listy 109, 551 – 585 (2015).